# 대니 마스터슨
대니 매스터슨(Danny Masterson, 1976년 3월 13일 ~ )은 미국의 배우이다. 동생은 크리스토퍼 매스터슨이다.

## 사건사고
2023년 5월 전직 사이언톨로지교도 여성 2명을 강간한 혐의로 기결수가 되었고, 2023년 9월 7일 징역 30년형이 확정되었다.

## 출연 작품

### 영화
- 콘돔 전쟁 (1997) - 세스
- 페이스 오프 (1997) - 칼
- 드라큘라 2000 (2000) - 나이트쉐이드
- 예스맨 (2008) - 루니

### 텔레비전
- 요절복통 70쇼 (1998-2006)
- 멘 앳 워크 (2012-14)